# تیم ملی فوتبال مالت
تیم ملی فوتبال مالت یک تیم فوتبال بین‌المللی است که به نمایندگی از کشور مالت به میدان می‌رود. این تیم زیر نظر فدراسیون فوتبال مالت فعالیت می‌کند.

## تاریخچه
تیم مالت اولین بازی ملّی خود را در تاریخ ۲۴ مارس ۱۹۵۷ مقابل تیم اتریش در ورزشگاه امپراتور انجام داد که نتیجه را ۲–۳ واگذار کرد. فدراسیون فوتبال مالت در تاریخ ۱۹۵۹ به فیفا و یک سال بعد به یوفا پیوست.

## تولید البسه
| ارائه دهنده البسه | سال       |
| ----------------- | --------- |
| آدیداس            | ۱۹۷۸–۱۹۸۸ |
| آمبرو             | ۱۹۸۸–۱۹۹۰ |
| لوتو اسپورت       | ۱۹۹۰–۱۹۹۹ |
| کرونوس            | ۱۹۹۹–۲۰۰۱ |
| اره‌آ              | ۲۰۰۱–۲۰۰۵ |
| دیادورا           | ۲۰۰۵–۲۰۰۹ |
| گیووا             | ۲۰۰۹–۲۰۲۲ |
| اره‌آ              | ۲۰۲۲–     |